# 3'-UTR
La région 3' non traduite, ou 3'-UTR (de anglais, three prime Untranslated Transcribed Region) est la partie de l’ARN messager (ARNm) qui suit le codon STOP (à l'extrémité 3'). 
Une molécule d’ARNm est transcrite à partir de la séquence d’ADN pour être traduite plus tard en protéine. Plusieurs parties de l’ARNm ne sont pas traduites en protéine, dont la coiffe ou 5'-cap, les régions 5'-UTR et 3'-UTR et la queue poly(A). La partie 3'-UTR contient souvent des régions qui influencent l’expression des gènes après la transcription. 
La régulation de l'expression d’un gène est obtenue par le biais d'une série de mécanismes complexes qui peuvent être divisés en deux étapes distinctes :
1. Le contrôle de la transcription par des éléments d'ADN agissant en -CIS comme des promoteurs, des amplificateurs (« enhancer »), des régions de contrôle de locus et des silencieux (« silencer ») pour produire un ARNm mature. Ce mécanisme a été bien caractérisé chez de nombreux gènes.
2. La deuxième étape porte sur le contrôle post-transcriptionnel de l'ARNm, son transport nucléo-cytoplasmique, l'efficacité de la traduction, la localisation et la stabilité des ARNm[1].  Ceci a été globalement moins étudié, même cette étape est connue pour être régulée par des éléments agissant en -CIS (c.-à-d. près du gène qu’ils régulent), généralement situés sur les parties 5' et 3' non traduites de l’ARNm (5'-UTR et 3'-UTR)

La région 3'-UTR contient des sites de fixation à des protéines de régulation aussi bien qu’à des micro-ARN (ou miARN). En se liant à des sites de fixation spécifiques au niveau de 3'-UTR, les miARN peuvent diminuer l’expression de nombreux gènes en inhibant leur traduction ou en dégradant directement le transcrit.

## Caractéristiques physiques

### Longueur
La partie 3'-UTR de l’ARNm a une grande variété de fonctions de régulation qui sont contrôlées par les caractéristiques physiques de cette partie. L’une de ces caractéristiques est la longueur de la partie 3'-UTR, qui peut être très variable. Contrairement à la partie 5'-UTR dont la longueur moyenne est plutôt constante (entre 100 et 200nt), la longueur moyenne de la partie 3'-UTR varie entre 200 nt (plantes) et plus de 1000 nt (humains). 
Les régions plus longues sont associées à des faibles niveaux d’expression génique. L’une des explications possibles est que, plus la région est longue, plus la probabilité d’avoir un site de fixation à des miARN (qui peuvent inhiber la traduction) est importante.

### Composition
La composition en nucléotide diffère également entre les régions 3'-UTR et 5'-UTR. Le pourcentage en GC de la région 5'-UTR chez les vertébrés à sang chaud est d’environ 60 % tandis que pour la région 3'-UTR il est de 45 %). Une corrélation inverse a été observée entre le pourcentage en GC des régions 3'-UTR et 5'-UTR et leurs longueurs respectives. 
Un groupe d’éléments en 3'-UTR peut également stabiliser un transcrit d’ARNm : les éléments « AU-rich » ou AREs (région avec beaucoup d’adénine et d’uridine). 
La région 3'-UTR peut également contenir des introns. Les introns sont cependant plus fréquents dans la région 5'-UTR que dans la région 3'-UTR.

### Queue poly A
La queue poly A contient des sites de fixation pour les protéines PABPs (poly (A)-binding protein). Ces protéines agissent avec d’autres facteurs sur l’export, la stabilité, la détérioration et la traduction des ARNm. Les protéines PABPs liées à la queue poly (A) peuvent également interagir avec d’autres protéines, tels que les facteurs de traduction, qui sont liés à la coiffe en 5 'de l'ARNm. Cette interaction entraîne la circularisation du transcrit, qui est essentielle à la traduction et au recrutement du ribosome : seuls les ARNm coiffés et polyadénylés sont traduits efficacement.

### Différentes polyadénylations
Beaucoup de gènes codant des protéines ont plus d’un site de polyadénylation. Un même gène peut donc coder différents ARNm, qui différent par leur extrémité 3’. Différentes polyadénylations vont aboutir à des ARNm avec des régions 3'-UTR de différentes longueurs, et avec donc des sites de fixations différents (cf. longueur zone 3'-UTR).

## Rôle sur l'expression des gènes
Les preuves qui impliquent fortement la région non traduite 3'-UTR de l'ARNm dans la régulation de l'expression des gènes s'accumulent. La région 3'-UTR n'est pas soumise aux mêmes contraintes structurelles rigides que la partie codante ou la région 5'-UTR qui doivent tenir compte de la machinerie pour la traduction. La pression évolutive a donc pu profiter de la plus grande liberté du côté 3'-UTR afin de moduler les molécules d'ARNm, et donc leur utilisation ultérieure. Contrôler la traduction permet d’utiliser l’ARNm à des moments différents et dans des compartiments cellulaires spécifiques. Un tel découplage entre la transcription et la traduction est nécessaire, notamment dans la gamétogenèse ou l'embryogenèse. 
L'identification des régions hautement conservées (HCRs) dans les zones UTR de l'ARNm, par analyse comparative de gènes homologues, est une approche utile pour détecter des régions de séquences potentiellement importantes pour la régulation de l'expression de gènes.